# Hillbilly, una elegía rural
Hillbilly, una elegía rural (en inglés: Hillbilly Elegy) es una película estadounidense de drama de 2020 dirigida por Ron Howard y guion de Vanessa Taylor basada en la memoria homónima de J. D. Vance. La película está protagonizada por Amy Adams y Glenn Close, y también cuenta con Gabriel Basso y Haley Bennett. Se estrenó el 24 de noviembre de 2020 en Netflix.

## Sinopsis
J. D. Vance (Gabriel Basso), un exmarine del sur de Ohio y actual estudiante de derecho de Yale, está a punto de conseguir el trabajo de sus sueños cuando una crisis familiar le obliga a volver a la casa que ha intentado olvidar. 
J. D. debe navegar por las complejas dinámicas de su familia Apalache, incluyendo su inestable relación con su madre Bev (Amy Adams), que está luchando contra la adicción. 
Alimentado por los recuerdos de su abuela Mamaw (Glenn Close), la mujer resistente y lista que lo crio, J. D. llega a abrazar la huella indeleble de su familia en su propio viaje personal. 
Basada en el libro de superventas n.º 1 de The New York Times de J. D. Vance, el cual recopila memorias personales, así como del entorno social de las comunidades del llamado cinturón de óxido.

## Reparto
| Actor         | Personaje            |
| ------------- | -------------------- |
| Amy Adams     | Beverly "Bev" Vance  |
| Glenn Close   | Bonnie "Mamaw" Vance |
| Sunny Mabrey  | Bonnie a los 30 años |
| Gabriel Basso | J. D. Vance          |
| Owen Asztalos | J. D. Vance (joven)  |
| Haley Bennett | Lindsay Vance        |
| Freida Pinto  | Usha                 |
| Bo Hopkins    | Jimmy "Papaw" Vance  |

## Crítica
En general la película recibió de igual manera tanto críticas positivas como negativas. 
Brian Truitt de USA Today comentó: "Un choque interpretativo magistral entre Glenn Close y Amy Adams (...) La narrativa sufre de un sobreénfasis en Adams (...)". 
Por otro lado, Owen Gleiberman de la revista Variety opinó: "Siempre que Close está actuando de manera vibrante (su actuación es muy meticulosa), la película cobra vida".  
Peter Bradshaw de The Guardian dijo: "Una historia bien intencionada de alguien que sale adelante con algo de ayuda de su abuela. Pero es artificiosa y autoconsciente".